# Invasion du Suriname (1667)
 (juillet 2023).
Deuxième guerre anglo-néerlandaise
Batailles
- Lowestoft
- Vågen
- Quatre Jours
- North Foreland
- Vliestromm
- Cap Dungeness
- Medway

L'invasion du Suriname est survenue en 1667 lorsque les néerlandais sous le commandement d'Abraham Crijnssen ont envahi et capturé la colonie anglaise du Suriname (en).

## Contexte
Après le déclenchement de la deuxième guerre anglo-néerlandaise, les néerlandais ont déployé une force sous le commandement de l'amiral Abraham Crijnssen pour capturer le Suriname. La force de Crijnssen est arrivée à l'embouchure du fleuve Suriname le 25 février 1667.

## Capture
Quand il est arrivé, Abraham Crijnssen a commencé à bombarder le Suriname, forçant William Byam (en) à se rendre après une brève escarmouche. À la suite de la capitulation, les colons anglais de la région devaient verser une somme de 100 000 livres de sucre en guise de rançon. Par la suite, ils ont eu le choix de partir ou de prêter allégeance aux États de Zélande, une province néerlandaise. La majorité des colons anglais ont choisi de prêter allégeance aux autorités néerlandaises.
De nombreux colons anglais s'étaient lassés de la règle stricte imposée par les anglais, et Abraham Crijnssen a proposé une approche différente. Il leur assura que son intention n'était pas de détruire mais de reconstruire. Dans le cadre de ses efforts, Crijnssen a renommé la ville de Paramaribo en Nieuw-Middelburg et Fort Willoughby en Fort Zeelandia.
Pour transporter la quantité importante de sucre collectée dans le cadre de la rançon, Crijnssen s'est arrangé pour qu'elle soit expédiée en Zélande à Aardenburg à l'aide de navires.